# Briis-sous-Forges
Briis-sous-Forges  [bʁi su fɔʁʒ] je francouzská obec v departementu Essonne v regionu Île-de-France.

## Poloha
Obec Briis-sous-Forges se nachází asi 30 km jihozápadně od Paříže. Obklopují ji obce Gometz-la-Ville na severu, Janvry na severovýchodě, Fontenay-lès-Briis na východě, Courson-Monteloup na jihovýchodě, Vaugrigneuse na jihu a jihozápadě, Forges-les-Bains na západě a Limours na severozápadě.

## Pamětihodnosti
- Kostel sv. Diviše z 11. a 12. století chráněný jako historická památka

## Vývoj počtu obyvatel
Počet obyvatel